# 三宅正樹
三宅 正樹（みやけ まさき、1934年1月23日 - ）は、日本の歴史学者、明治大学名誉教授。専攻は、国際政治史、日独関係史、歴史理論。1985年9月から1995年8月まで国際歴史学会本部事務局理事。父は京都大学教授・日本哲学会会長を務めた哲学者の三宅剛一。

## 経歴
出生から修学期
1934年、宮城県仙台市で生まれた。京都大学文学部史学科西洋史学専攻で学び、1956年に卒業。同大学大学院文学研究科西洋史学専攻に進み、1958年に修士課程修了。1961年に博士課程を単位修得退学した。
歴史学研究者として
修了後は、国立国会図書館調査立法考査局政治行政課に勤務。1962年、オーストリア政府文部省奨学生としてウィーン大学史学科(1962～1964年)に留学。その後、ハイデルベルク大学史学科(1964～1965年)へ研究留学。
1966年、神奈川大学助教授に就いた。1972年からは同大学外国語学部教授。1976年4月、明治大学政治経済学部政治学科教授に転じた。1976年11月、学位論文『日独伊三国同盟の研究』を京都大学に提出して文学博士の学位を取得）。2004年に明治大学を定年退職し、名誉教授となった。
本務校以外では京都大学、筑波大学、広島大学、東京女子大学、東海大学、日本大学、法政大学の各校で非常勤の集中・通年講義を担当し、国外ではベルリン自由大学（1967-68年、1982－83年）、ポズナニ大学（2003年）の両史学科で教鞭を執った。

## 受賞・栄典
- 1962年：エラスムス賞を受賞。
- 1983年：『昭和史の軍部と政治』の編集代表者として、1983年度吉田茂賞を受賞。

## 研究内容・業績
専門は日本近現代史で、国際政治史。日独伊三国同盟交渉についての先駆的研究を行った研究者として知られる。

## 家族・親族
- 父：三宅剛一は哲学者。京都大学教授・日本哲学会会長を務めた。

## 著作

### 単著
- 『世界史におけるドイツと日本』南窓社 1967
  - 増補版 1971年
- 『ヒトラー：ナチス・ドイツと第二次世界大戦』清水書院 1974
  - 改題新版『ヒトラーと第二次世界大戦』清水新書 1984
  - 改訂版 2017年
- 『日独伊三国同盟の研究』南窓社 1975
- 『日独政治外交史研究』河出書房新社 1996
- 『ユーラシア外交史研究』河出書房新社 2000
- 『政軍関係研究』芦書房 2001
- Civilization and Timeアダム・ミツキェヴィチ大学 2004
- 『文明と時間』東海大学出版会 2005
- 『スターリン、ヒトラーと日ソ独伊連合構想』朝日新聞社(朝日選書) 2007
- 『スターリンの対日情報工作：クリヴィツキー・ゾルゲ・「エコノミスト」』平凡社新書 2010
- 『近代ユーラシア外交史論集：日露独中の接近と抗争』千倉書房 2015

### 共著
- 『第二次世界大戦』(世界の歴史 23) 上山春平共著、河出書房新社 1970
  - 普及版 1978
  - 文庫化 河出文庫 1990

### 編著
- 『ベルリン・ウィーン・東京：20世紀前半の中欧と東アジア』論創社 1999
- 『中国像への新視角』南窓社 2004

### 共編著
- 『概説ドイツ史：現代ドイツへの歴史的理解』望田幸男共編、有斐閣 1982
  - 新版　1992
- 『昭和史の軍部と政治』(全5巻) 秦郁彦・藤村道生・義井博共編、第一法規出版 1983
- 『ドイツ史と戦争：「軍事史」と「戦争史」』石津朋之・新谷卓・中島浩貴共編、彩流社 2011

### 訳書
- 『世界経済と世界政治：1922～1931、再建と崩壊』ギルベルト・チブラ（ドイツ語版）著、みすず書房 1989
- 『軍国主義と政軍関係』フォルカー・R・ベルクハーン（英語版）著、南窓社 1991